# Elisabeth Engberg-Pedersen
Elisabeth Engberg-Pedersen (født 2. juli 1952 i Svendborg) er en dansk sprogforsker og professor emeritus i anvendt lingvistik ved Københavns Universitet. Hun har været en vigtig drivkraft indenfor Dansk Funktionel Lingvistik og gjort størstedelen af arbejdet med beskrivelsen af dansk tegnsprog i moderne tid.:230  Hun har også arbejdet med autisme og forholdet mellem sprog og kognition indenfor bl.a. semantik og pragmatik ud fra en kognitiv-funktionel vinkel.
Hun har været medlem af en række organisationer, flere med fokus på tegnsprog. Derudover har hun deltaget i debatter om betydningen af cochlearimplantater i døve børn for dansk tegnsprog, og argumenteret for at det er uhensigtsmæssigt politisk at nedprioritere støtte til dansk tegnsprog.

## Biografi
Elisabeth Engberg-Pedersen er student fra Kolding Gymnasium, men havde taget første år af gymnasiet på Østre Borgerdyd Gymnasium. Hun arbejdede som au pair i Paris som 18-årig derefter.
På Københavns Universitet blev Elisabeth Engberg-Pedersen cand.mag i lingvistik med sidefag i dansk i 1979 og var kandidatstipendiat ved Københavns Universitet 1983-85 og derefter adjunkt i sprogpsykologi 1984-1989. I 1989-1992 var hun forskningskonsulent for Døves Center for Total Kommunikation. Hun var seniorstipendiat på Københavns Universitet 1992-1992 og modtog doktorgraden for sin afhandling Space in Danish Sign Language i 1993 og var lektor i lingvistik fra 1994 og frem til 2009 hvor hun blev professor i anvendt lingvistik.
I 2012 blev der udgivet et nummer af Lingvistkredsens tidsskrift Acta Linguistica Hafniensia tilegnet Elisabeth Engberg-Pedersen i anledning af hendes 60-års-fødselsdag. I 2022 blev der i september afholdt et seminar for hende ved anledning af hendes 70-års-fødselsdag og i november holdt hun fratrædelseforelæsning og gik på pension.

## Familie
Elisabeth Engberg-Pedersen er datter af beskæftigelseshjælper Ingrid Engberg-Pedersen (født la Cour Møller) og Harald Engberg-Pedersen, der var forstander ved Krogerup og Askov Højskole. Hun er søster til Troels Engberg-Pedersen.

## Medlemskaber og hæder
Elisabeth Engberg-Pedersen har været formand for Dansk Tegnsprogsråd i Dansk Sprognævn 2015-2021 og er formand for Martin Levys Mindelegat samt optaget i Videnskabernes Selskab i 2011 og Kraks Blå Bog. I 1994 modtog hun Castbergprisen og i 2023 Einar Hansens Hæderspris.
Hun er medlem af redaktørgruppen for Acta Linguistica Hafniensia og har været formand for uddannelsesudvalget for professionsbacheloruddannelsen til tegnprogs- og skrivetolk samt medlem af bestyrelsen for Center for Tegnsprog og Tegnstøttet Kommunikation – KC (nu en del af Københavns Professionshøjskole).

## Bevillinger
Elisabeth Engberg-Pedersen har modtaget en række bevillinger til forskningsprojekter hvor hun har været forskningsleder:
- Sprog og kognition belyst ved atypisk udvikling (LaCPI), 2011-2014 - finansieret af Danmarks Frie Forskningsfond.
- Taler(u)sikkerhed i tegnsprog, 2016-2017 - finansieret af Oticon-fonden.
- Dansk tegnsprog og SignGram Blueprint, 2018-2019 - finansieret af Augustinus Fonden, Direktør Alfred Jacobsens Fond og Schwab Charitable Fund.

## Udvalgte publikationer
- Engberg-Pedersen, Elisabeth (1993). Space in Danish Sign Language: The Semantics and Morphosyntax of the Use of Space in a Visual Language. Hamburg: Signum. ISBN 3-927731-45-5. OCLC 31607877.
- Engberg-Pedersen, Elisabeth; Fortescue, Michael; Harder, Peter; Heltoft, Lars; Falster Jakobsen, Lisbeth, red. (1996). Content, expression and structure: Studies in Danish functional grammar. Amsterdam/Philadelphia: John Benjamins. ISBN 978-90-272-3032-4. OCLC 34410822.
- Engberg-Pedersen, Elisabeth (1998). Lærebog i tegnsprogs grammatik (2. udgave). København: Center for Tegnsprog og Tegnstøttet Kommunikation, KC. ISBN 87-89082-09-5. OCLC 460252617.
- Engberg-Pedersen, Elisabeth; Fortescue, Michael; Harder, Peter; Heltoft, Lars; Herslund, Michael; Falster Jakobsen, Lisbeth (2005). Dansk Funktionel Lingvistik (PDF). Københavns Universitet, Handelshøjskolen i København & Roskilde Universitetscenter.
- Elisabeth Engberg-Pedersen; Kasper Boye; Peter Harder (2019), Semantik, Samfundslitteratur, ISBN 978-87-593-3297-9, Wikidata  Q82004418